# اليمين الدستورية للصين
أُقرت اليمين الدستورية في جمهورية الصين الشعبية في الأول من يناير 2016، بقرار من اللجنة الدائمة للمجلس الوطني لنواب الشعب الصيني. ينطبق شرط أداء اليمين على موظفي الخدمة المدنية بالدولة المنتخبين أو المعينين من قبل المؤتمر الشعبي الوطني ولجنته الدائمة على مستوى المقاطعات أو ما فوقها.

## الخلفية والتاريخ
بعد الإطاحة بالسلالة الإمبراطورية الأخيرة في عام 1911، تأسست جمهورية الصين وتم فرض نظام القسم مع تولي سون يات سين زمام الأمور.   ويستمر نظام القسم حتى اليوم في تايوان وهو محدد في المادة 48 من دستور جمهورية الصين.
منذ تأسيس جمهورية الصين الشعبية عام 1949، لم يتم إنشاء نظام القسم الدستوري على الإطلاق. كان لدى كل من هونغ كونغ وماكاو نظام قسم قبل عودتهما إلى جمهورية الصين الشعبية، وقد طبقت كلتا المنطقتين القسم وفقًا للقانون الأساسي لهونغ كونغ والقانون الأساسي لماكاو على التوالي، بعد استئناف الصين للسيادة.  
في 23 أكتوبر 2014، اقترحت الدورة الرابعة للجنة المركزية الثامنة عشرة للحزب الشيوعي الصيني "إنشاء نظام قسم دستوري، بحيث يقسم جميع موظفي الخدمة المدنية في الدولة المنتخبين أو المعينين من قبل المؤتمر الشعبي الوطني أو لجنته الدائمة علنًا اليمين الدستورية عند توليهم مناصبهم رسميًا". في 1 يوليو 2015، أقر الاجتماع الخامس عشر للجنة الدائمة الثانية عشرة للمؤتمر الشعبي الوطني قرارًا بتنفيذ القسم الدستوري، بتاريخ سريانه 1 يناير 2016. يُطلب من موظفي الخدمة المدنية في الدولة المنتخبين أو المعينين من قبل المؤتمر الشعبي الوطني، ولجنته الدائمة، ومجلس الدولة، واللجنة العسكرية المركزية، والمحكمة الشعبية العليا، والنيابة الشعبية العليا، وأجهزة الحكومة المركزية الأخرى، فضلاً عن أجهزة الحكومة المحلية المعادلة على مستوى المقاطعة أو أعلى، أن يقسموا يمينًا علنًا على الدستور عند توليهم مناصبهم. 
في 23 فبراير 2018، قامت الدورة الثالثة والثلاثون للجنة الدائمة الثانية عشرة للمجلس الوطني لنواب الشعب بمراجعة القرار الذي أسس اليمين الدستوري. تم تغيير العبارة الأخيرة من القسم الدستوري إلى "العمل من أجل دولة اشتراكية حديثة عظيمة مزدهرة وقوية وديمقراطية ومتقدمة ثقافيًا ومتناغمة وجميلة". بالإضافة إلى ذلك، تم توسيع شرط أداء القسم ليشمل أعضاء لجنة الإشراف الوطنية التي تم إنشاؤها حديثًا، وتطلب عزف النشيد الوطني في حفل أداء القسم.  

## احتفال

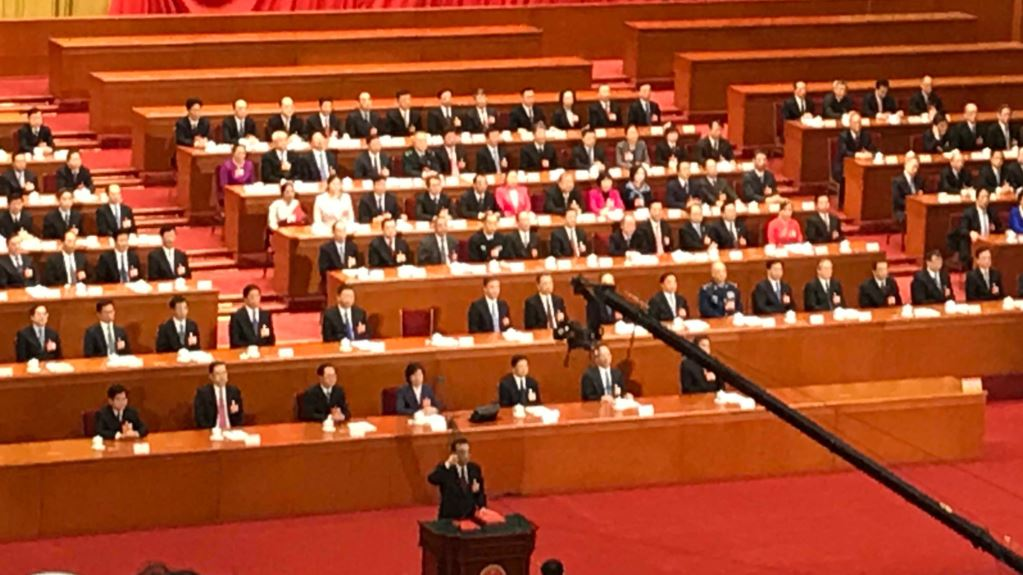
أدى لي كه تشيانغ اليمين الدستورية علنًا عند توليه منصبه رسميًا بعد تعيينه رئيسًا لمجلس الدولة في الدورة الأولى للمجلس الوطني الثالث عشر لنواب الشعب الصيني.

يجوز أداء اليمين فردياً أو جماعياً. إذا تم أداء القسم بشكل فردي، يضع الشخص الذي يؤدي القسم يده اليسرى على نسخة من الدستور، ويرفع يده اليمنى على شكل قبضة. إذا أوديت في مجموعة، يقوم شخص واحد بقيادة المجموعة، مع وضع يده اليسرى على نسخة من الدستور ويده اليمنى مرفوعة على شكل قبضة. ويقف بقية المتعهدين في صف واحد مع رفع أيديهم اليمنى في قبضة اليد، وتلاوة القسم مع القائد. يجب أن يكون الحفل "مهيبًا"، ويتم استخدام العلم الصيني أو الشعار الوطني للصين. ويجب أيضًا عزف النشيد الوطني لجمهورية الصين الشعبية في الحفل.  

## القسم

### جمهورية الصين الشعبية
كما نص القرار الصادر سنة 2016 على:
أتعهد بأن أكون مخلصًا لدستور جمهورية الصين الشعبية، وأن أحافظ على سلطة الدستور، وأن أفي بالمسؤوليات القانونية لمنصبي، وأن أكون مخلصًا للوطن، وأن أكون مخلصًا للشعب، وأن أظهر أقصى درجات الاحترام لواجبي، وأن أتابع الشؤون العامة بنزاهة، وأن أقبل إشراف الشعب، وأن أسعى جاهدًا من أجل دولة اشتراكية مزدهرة وقوية وديمقراطية ومتحضرة ومتناغمة!

تم استخدام نسخة منقحة في عام 2018:
أقسم بأنني سأكون مخلصًا لـ دستور جمهورية الصين الشعبية، وأدافع عن سلطة الدستور، وأؤدي واجباتي القانونية، وسأكون مخلصًا للوطن والشعب، وسأؤدي واجباتي بكل تفانٍ وصدق، وسأقبل إشراف الشعب، وسأسعى جاهدًا من أجل بناء دولة اشتراكية حديثة وقوية ومزدهرة وديمقراطية ومتحضرة ومتناغمة وجميلة!